# Type 97 Te-Ke
Pour les articles homonymes, voir Type 97.
La Type 97 Te-Ke (九七式軽装甲車; Kyū-nana-shiki kei sōkōsha, en japonais) était une chenillette employée par l'armée impériale japonaise durant la deuxième guerre sino-japonaise et la Seconde Guerre mondiale. Elle fut conçue pour remplacer la chenillette Type 94 Te-Ke devenue obsolète.

## Description et histoire

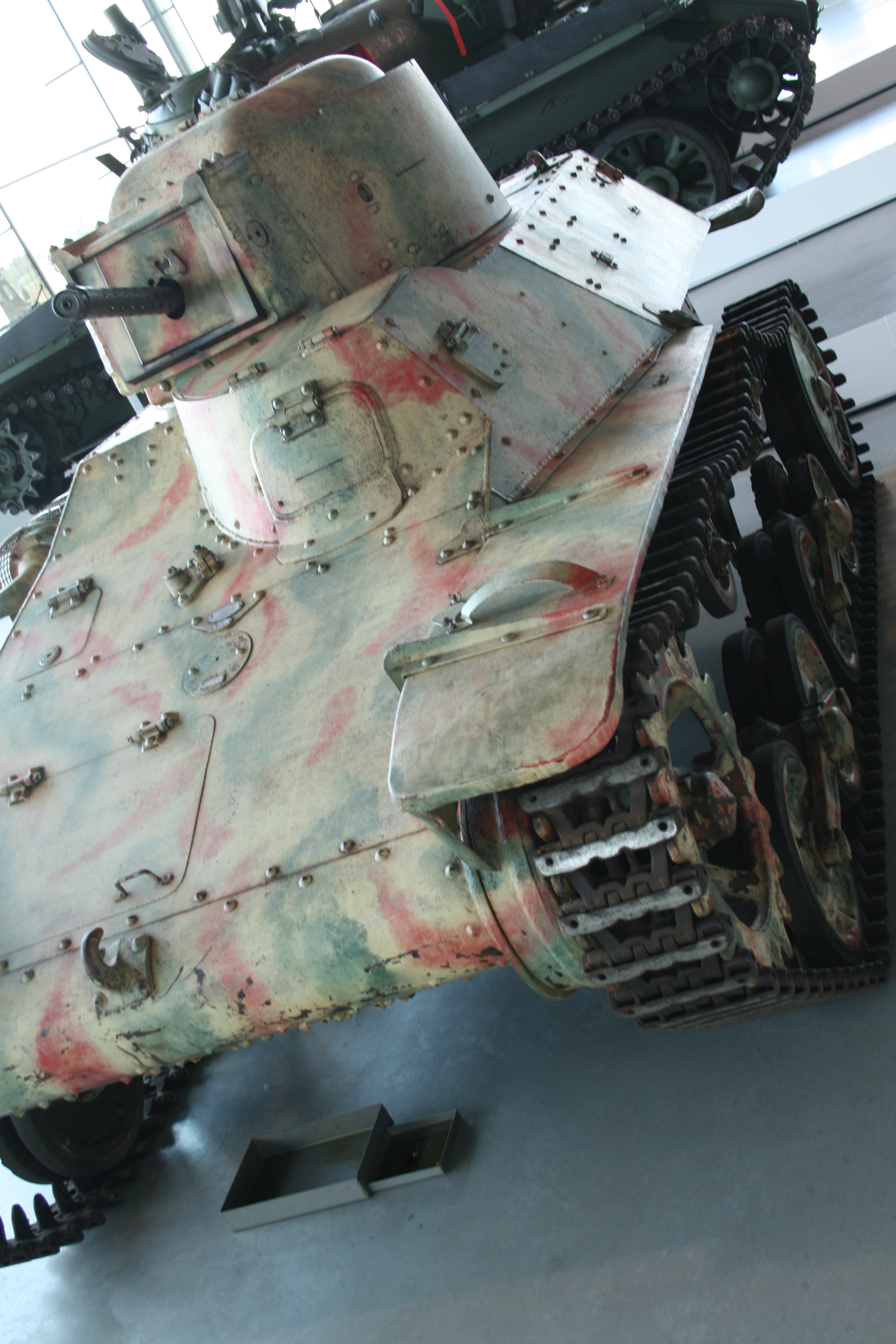
Type 97 utilisé par l'armée indonésienne à la suite de son abandon par les forces japonaises.

Les origines de la chenillette Type 97 remontent à un prototype de la Type 94 conçu avec un moteur Diesel et développé par Hino Motors en 1936. Bien que ce prototype possédât un moteur plus puissant et un canon de meilleur calibre, ses premiers essais furent décevants. L'armée impériale japonaise exigea donc plusieurs modifications avant de l'accepter et de l'utiliser. À sa demande, Hino construisit en novembre 1937 un prototype modifié, dans lequel le moteur avait été installé à l'arrière du châssis. Cette nouvelle conception fut acceptée par l'armée et la production commença en 1938. Au total, 557 unités furent produites entre 1938 et 1942 (56 unités en 1938, 217 en 1939 et 284 en 1940).

## Conception
Bien que son châssis fût similaire à celui du Type 94, le type 97 s'en distinguait par beaucoup d'autres éléments. Tout d'abord, le moteur était situé à l'arrière et la tourelle (avec le commandant) au centre du blindé. Le commandant se retrouvait donc à gauche du conducteur, ce qui améliorait la communication entre eux. De même que pour la chenillette Type 94, l'intérieur était recouvert de feuilles d'amiante qui protégeaient l'équipage d'une trop forte chaleur, en cas d'attaque au lance-flamme, d'explosion d'obus, etc.
L'armement principal du Type 97 Te-Ke était un canon antichar Type 94 de 37 mm, avec 96 projectiles, canon qui armait également le char léger Type 95 Ha-Go. Cependant, du fait de problèmes de production concernant ce canon, la majeure partie des chenillettes Te-Ke furent équipées d'une simple mitrailleuse légère Type 97 calibre 7,70 mm.
Même avec toutes ces améliorations par rapport à la Type 94, la Type 97 restait tout de même peu appropriée pour servir comme char léger. Le châssis était toujours trop petit pour accueillir trois membres d'équipage, ce qui laissait au commandant la tâche de charger et d'actionner lui-même le canon principal. De même que celui de son prédécesseur, le blindage de la Type 97 était incapable de résister aux tirs ennemis, même provenant d'armes légères. Outre ces deux défauts majeurs, le canon de 37 mm était inefficace face à n'importe quel type de blindé allié contemporain.
Furent également produites un certain nombre de variantes de la Type 97, dont le véhicule de transport de troupes Type 98 So-Da, conçu pour transporter des munitions et des soldats.

## Déploiement et engagement militaire

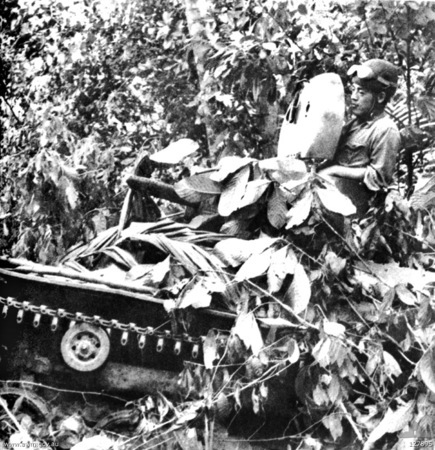
Chenillette Type 97 camouflée durant la campagne de Malaisie (bataille de Muar, 14-22 janvier 1942)

Les chenillettes Type 97 étaient habituellement engagées par paires pour soutenir les divisions d'infanterie. Dans de nombreux cas, elles furent également employées comme tracteurs blindés et même comme véhicules d'approvisionnement.
Malgré ses multiples défauts de conception, la Type 97 fut employée avec succès durant la seconde guerre sino-japonaise, car l'armée nationale révolutionnaire chinoise ne possédait que très peu de blindés ou d'armes antichar pour lui faire face. Sa légèreté permettait à l'armée impériale japonaise de transporter facilement des vivres et munitions à travers les marais, les fleuves et autres rivières. La Type 97 fut employée pour la toute première fois contre l'Union soviétique lors de la bataille de Khalkhin Gol (septembre 1939).
Au début de la Seconde Guerre mondiale, la Type 97 contribua de façon significative aux victoires japonaises pendant la campagne de Malaisie ainsi que durant la bataille des Philippines, car son faible poids lui permettait de traverser les ponts sans piliers qui n'auraient pas supporté la masse des chars plus imposants, et sa taille réduite de se faufiler sur les chemins sinueux et étroits de l'époque.